# Штефан Угер
Штефан Угер (словац. Štefan Uher; 4 липня 1930, Прєвідза, Словаччина — 29 березня 1993, Братислава, Словаччина) — словацький режисер та сценарист.

### Біографія
У 1949—1955 рр. вивчав режисуру на факультеті кіно та телебачення Академії мистецтв у Братиславі.
З 1955 р. працював режисером студії документального кіно в Празі. У березні 1960 р. перейшов у студію художнього кіно та 1961 р. випустив перший ігровий фільм «Ми з 9-А». Але до 1963 р. бере участь у створенні документальних фільмів як сценарист. 1963 р. стає керівником словацької секції Спілки чехословацьких артистів кіно та телебачення, а 1969 р. його обирають головою незалежної спілки SloFITEZ. Його фільми отримали багато національних та міжнародних нагород. У 1983 р. стає професором Академії мистецтв у Братиславі. Після 1990 р. бере активну участь у створенні факультету кіно та телебачення як керівник відділу режисури кіно та телебачення. Був першим головою Академічного Сенату факультету та членом художньої Ради Академії мистецтв. У 1993 р. отримав нагороду Igric за значний вклад у розвиток словацького кіно.
Працював у жанрах моральних притч, іронічних мелодрам та народних трагікомедій. В його фільмах яскраво відображено словацьку ментальність.

## Вибрана фільмографія

### Режисер
- Кубок Центральної Європи (1955)
- Перша борозна (1955)
- Мандрівка над хмарами (1955)
- Вчителька(1955)
- Люди під Вихорлатом (1956)
- Тут відбувається трагедія (1957)
- Була така дружба (1958)
- Коли-небудь в листопаді(1958)
- Матроси без моря (1958)
- Очима камери (1959)
- Вражені темрявою (1959)
- Ми з 9 А (1961)
- Сонце в тенетах (1962)
- Орган (1964)
- Діва-чудотвориця (1966)
- Три дочки (1967)
- Геній (1969)
- Якби у мене була рушниця (1971)
- Клен і Юліана (1973)
- Долина (1973)
- Холодний клімат (ТБ, 1974)
- Якби у мене була дівчина (1976)
- Пенелопа (1977)
- Подружки (1979)
- Золоті часи (1980)
- Мій кінь вороний (1980, міні-серіал)
- Покіс Яструбиної луки (1981)
- …на асфальті коней пасла (1983)
- Шостий вирок (1986)
- Управитель музею просто неба (1989)

### Сценарист
- Була така дружба (1958)
- Долина (1973)
- …на асфальті коней пасла (1983)
- Шостий вирок (1986)
- Управитель музею просто неба (1989)